# 勞爾梅里恩高中
勞爾梅里恩高中（英語：Lower Merion High School）是一所位於美國賓夕法尼亞州費城阿德摩爾的公立中学。是一所賓夕法尼亞主綫郊區的社區中學，亦是勞爾梅里恩學區僅有的兩所高中的其中之一，另一所為哈靈頓高中。勞爾梅里恩高中同時為勞爾梅里恩鎮與納伯斯市鎮的學生提供學位。2020年，勞爾梅里恩高中在Niche網站評選的全賓夕法尼亞州公立大學預科高中排名中位列第6名，美國新聞與世界報道則將哈靈頓高中以及勞爾梅里恩高中分別排在本州第13位和第14位。2005年，勞爾梅里恩高中被华尔街日报評選爲全美最優秀的60所公立及私立高中之一。該校的吉祥物為一隻鬥牛犬，其運動員被稱之爲“王牌”，以紀念其校友亨利·阿诺德（1886年6月25日-1950年1月15日）建立的美國空軍“王牌飛行隊”。

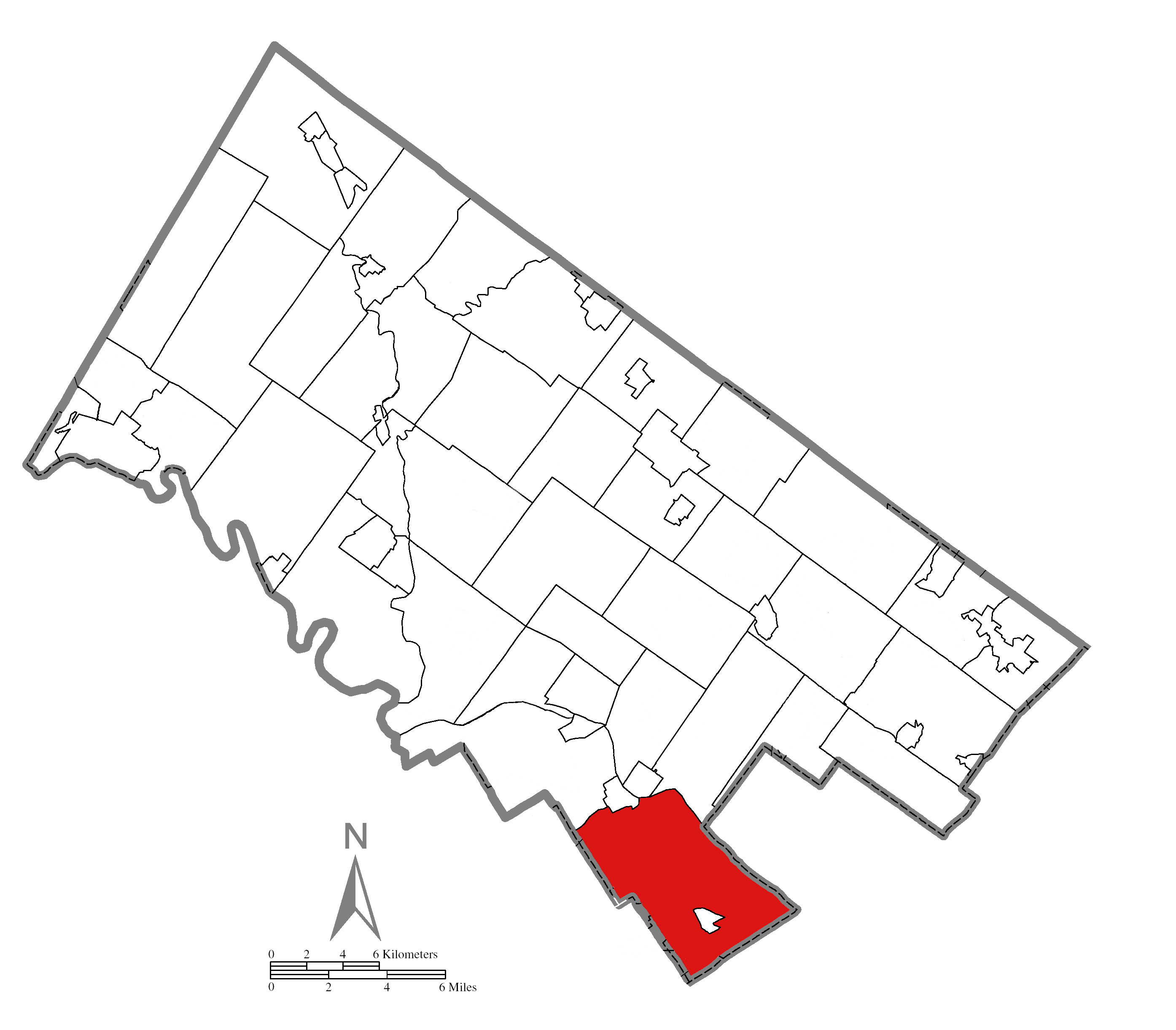
勞爾梅里恩區

## 外部連結
- 官方网站
- Lower Merion Alumni Site （页面存档备份，存于）

40°00′35″N 75°16′48″W / 40.0096°N 75.2800°W